# Disembolus alpha
Disembolus alpha är en spindelart som först beskrevs av Chamberlin 1948.  Disembolus alpha ingår i släktet Disembolus och familjen täckvävarspindlar. Inga underarter finns listade i Catalogue of Life.